# Trichosteleum petrophilum
Trichosteleum petrophilum är en bladmossart som beskrevs av Robert Statham Williams 1914. Trichosteleum petrophilum ingår i släktet Trichosteleum och familjen Sematophyllaceae. Inga underarter finns listade i Catalogue of Life.